# 小内転筋
小内転筋（しょうないてんきん、英語: adductor minimus muscle）は人間の恥骨の筋肉で股関節の内転、屈曲、外旋を行う。
恥骨下枝から大内転筋の最前部として起こり、固有の大内転筋の上部の線維と交叉しながら粗線の内側唇で終わる。